# The Draytones
The Draytones son un grupo anglo-argentino de música formado en Londres, Inglaterra, en 2006. El mismo año consiguieron un contrato discográfico con 1965 Records, sello independiente con sede en Londres.

## Historia

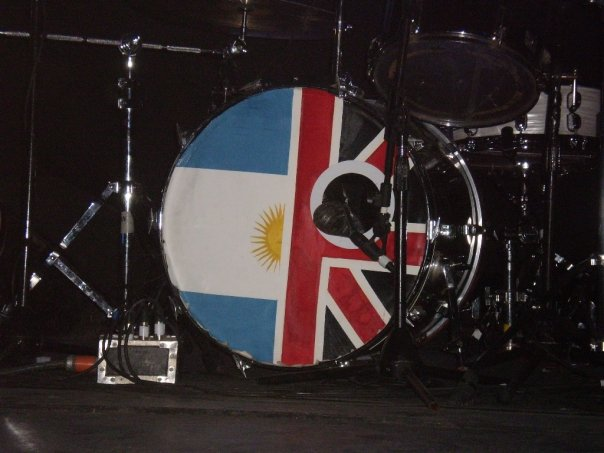
Batería de The Draytones, con las banderas argentina y británica.

The Draytones se formaron inicialmente por el guitarrista argentino Gabriel Bocazzi (natural de Buenos Aires), y el baterista inglés Luke Richardson (de Gimbsy), en Camden, Londres, en 2006. Ambos fueron presentados por Nigerian Nick ‘The Kick’, famoso propietario del local de música en vivo ‘The Pleasure Unit’ (ubicado en Bethnal Green). Escribieron un par de canciones en el departamento de Bocazzi en Camden antes de reunirse con el bajista Chris Le Good. Ensayaron tres piezas que luego tocaron en su debut en Skrimshankers, club londinense. La banda soporte fue una amiga de Luke, The Hoosiers (que en ese entonces se llamaban The Hoosiers Complex).

## 1965 Records
Después de solo dos shows, la banda fue contactada a través de myspace por 1965 Records, y para su tercer show ya contaban con el ofrecimiento de un contrato por parte del sello. Esa misma noche se reunieron también con Stan Kybert, que se convirtió en productor de la banda (como también lo fue de Massive Attack, Paul Weller y Oasis).

## Debut
En septiembre de 2006 la banda se reunió en The Dairy Studios, para grabar, en solo siete días, su disco debut ‘Forever On’, producida por Kybert. Grabaron siete canciones, seis incluidas en el disco y un lado B. El sencillo debut ‘Keep Loving Me’ fue lanzado en 2007, seguido del disco.
La canción ‘Keep Loving Me’ fue utilizada por la revista ‘Mojo’ con una cubierta titulada como ‘’Best Of British 2007’’ (Lo mejor de Gran Bretaña 2007), y también en la página oficial de Fórmula, como música de fondo en algunos videos emitidos diariamente. La canción ‘Time’ se utilizó en la revista NME bajo el título ‘El Pensamiento Independiente-1965 Records’.

## 2007
The Draytones recorrió todo Reino Unido durante el 2007, incluyendo un pequeño show durante la noche del jueves del Festival Glastonbury, festival Rockness, Dot To Dot Festival, Loung On The Farm Festival y el festival SummerSonic, que se desarrolla en las ciudades japonesas de Tokio y Osaka.
En agosto volvieron al estudio para grabar su LP debut ‘Up In My Head’. Esta vez eligieron los Chapel Studios, en Lincolnshire, muy cerca del lugar de nacimiento de Luke Richardson. Grabaron quince canciones en dieciséis días, y el álbum fue mezclado en los recién inaugurados Dean Street Studios, ubicados en el Soho londinense (anteriormente eran los estudios de Tony Visconti).

## 2008
La banda comenzó el 2008 reclutando a Alex Gazetas para tocar el teclado. A raíz de esto también fueron contratados para un show dos veces por semana en el 12 Barclub, ubicado en Tin Pan Alley, Londres.
The Draytones fueron invitados personalmente a ser teloneros de Paul Weller en su gira por Reino Unido en mayo después de que escuchara el sencillo Up In My Head.
Tocaron en muchas fechas alrededor de Reino Unido, incluyendo el Blackpool Empress Ballroom y el Hammersmith Apollo, de Londres. Fueron filmados durante toda la pequeña gira por un equipo de televisión de Argentina, en un documental de trece partes que se emitió a finales de 2008 por una cadena televisiva de América del Sur.
La canción ‘Don’t Talk To Me’ fue usada en el CD de Clash Magazine. El sencillo de ‘Turn It Up’ fue lanzado en abril de 2008, y finalmente, en mayo, salió a la venta el disco ‘Up In My Head’.
Durante el 2009, se presentaron en la primera fecha del festival Pepsi Music, en Argentina.

## Discografía
| Nombre del álbum                  | Lanzamiento             |
| --------------------------------- | ----------------------- |
| Forever On (single)               | - 26 de marzo de 2007   |
| Keep loving me (Edición Limitada) | - 28 de febrero de 2008 |
| Turn it down (single)             | - 31 de marzo de 2008   |
| Up in my head                     | - 5 de mayo de 2008     |